# Martinho da Costa
Martinho da Costa (Fundão, Alpedrinha, 1434? - Gibraltar, 28 de Novembro de 1521) foi o 9.º Arcebispo de Lisboa (1500-1521), irmão do célebre cardeal de Alpedrinha, D. Jorge da Costa e de D. Jorge Vaz da Costa.

## Biografia
D. Martinho da Costa nasceu na Vila beiroa de Alpedrinha, um dos quinze filhos e filhas de Martim Vaz, almocreve, e de sua mulher Catarina Gonçalves, forneira.
D. Martinho retirara-se para Roma juntamente com seu irmão durante a perseguição que lhe movera el-rei D. João II. Adoencendo D. Jorge com gravidade, renunciou ao cargo de arcebispo no seu irmão mais novo, D. Martinho, em 28 de Junho de 1500, sendo reconhecido na nova dignidade pelo novo monarca, D. Manuel. Pouco depois partiu para para Portugal, tendo em 1502 baptizado o herdeiro do trono, o futuro D. João III, nos Paços da Alcáçova.
Em 1503, devido a uma grave fome que o reino atravessava, mandou importar trigo a expensas pessoais para alimentar os mais necessitados.
Quanto contava oitenta e sete anos, foi designado para acompanhar a infanta Beatriz de Portugal, filha de D. Manuel, a Itália, a fim de casar com o duque de Saboia, Carlos III. Da Saboia embarcou rumo a Portugal, mas como adoecesse no alto mar, fez paragem em Gibraltar, onde viria a falecer em finais de 1521 (segundo alguns autores, por saber que o monarca a quem tantos serviços prestara lhe embargava, junto do Papa Leão X, a concessão do barrete cardinalício).
Um seu sobrinho, Cristóvão da Costa, tesoureiro-mor da Sé de Lisboa e futuro instituidor do Morgado de Santa Catarina, em Alpedrinha, mandou trasladar o seu corpo de Gibraltar para Lisboa, onde o fez sepultar na Sé.